# 쇼프론구

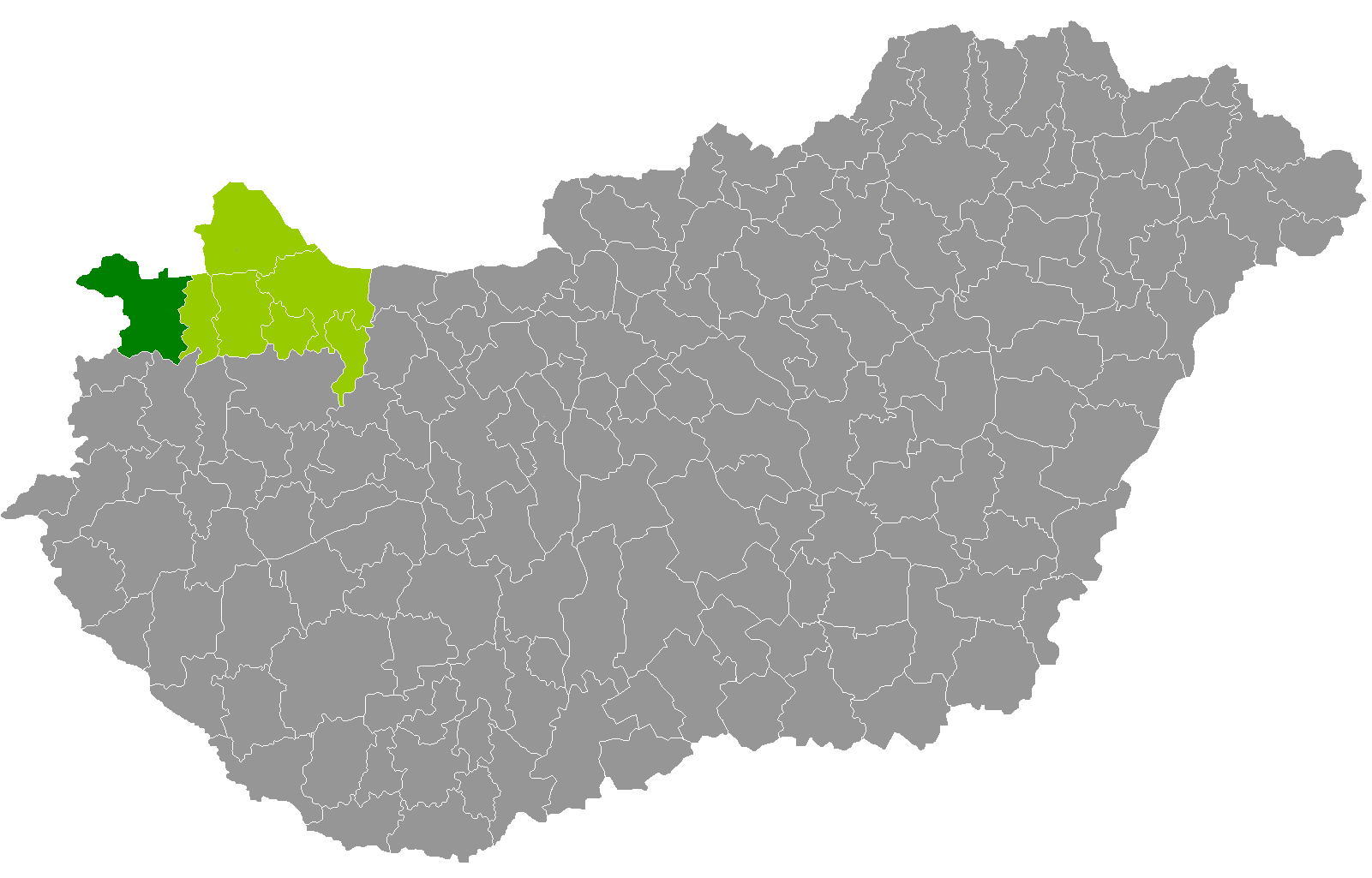
죄르모숀쇼프론주 지도에 표시된 쇼프론구의 위치

쇼프론구(헝가리어: Soproni járás)는 헝가리 죄르모숀쇼프론주에 위치한 구로 구청 소재지는 쇼프론이며 면적은 867.75km2, 인구는 98,841명(2011년 기준), 인구 밀도는 114명/km2이다.
동쪽으로는 커푸바르구, 남쪽으로는 버시주 샤르바르구, 쾨세그구와 접하며 북쪽과 서쪽으로는 오스트리아와 국경을 접한다. 39개 지방 자치체(1개 도시주, 2개 시, 36개 마을)를 관할한다.

구기
구 문장